# Бригаден генерал
Бригаден генерал е първото генералско военно звание в Българската армия. Съответства на званието флотилен адмирал от флота.
Званието се присвоява с указ на президента на Република България на офицери със звание полковник (във флота: капитан I ранг) завършили успешно генерал-щабен курс във военна академия. Предложението е на Министерския съвет. Следващото след него по ранг звание е генерал-майор. Пагонът на бригадния генерал е с една голяма четирилъчна звезда. Съответства на званието brigadier general в останалите армии по света.
С изменението на Закона за отбраната и въоръжените сили на Република България през 2000 г. са въведени нови звания. Дотогавашното звание генерал-майор (с 1 генералска звезда) се преименува на „бригаден генерал“.
Аналогично за флота – дотогавашното звание контраадмирал (с една адмиралска звезда) (контър-адмирал до 1996 г) се преименува на бригаден адмирал (2000 – 2009) / комодор (2009 – 2016) / флотилен адмирал (2016 – понастоящем). 
В страните, в които няма звание бригаден генерал (повечето страни от Източна Европа), аналогичното звание е генерал-майор.
Пределната възраст за кадрова военна служба на офицерите със звание „бригаден генерал“ и флотилен адмирал е 58 г.
| Военни звания     |                  |                       |
| младши: Полковник | Бригаден генерал | старши: Генерал-майор |